# 李明 (1957年)
李明（1957年—），男，汉族，中华人民共和国政治人物，曾任重庆市政协副主席、西南大学副校长，第十一届全国政协常务委员。

## 生平
2008年，当选第十一届全国政协常务委员，代表教育界，分入第四十一组。